# Blinklingmoos

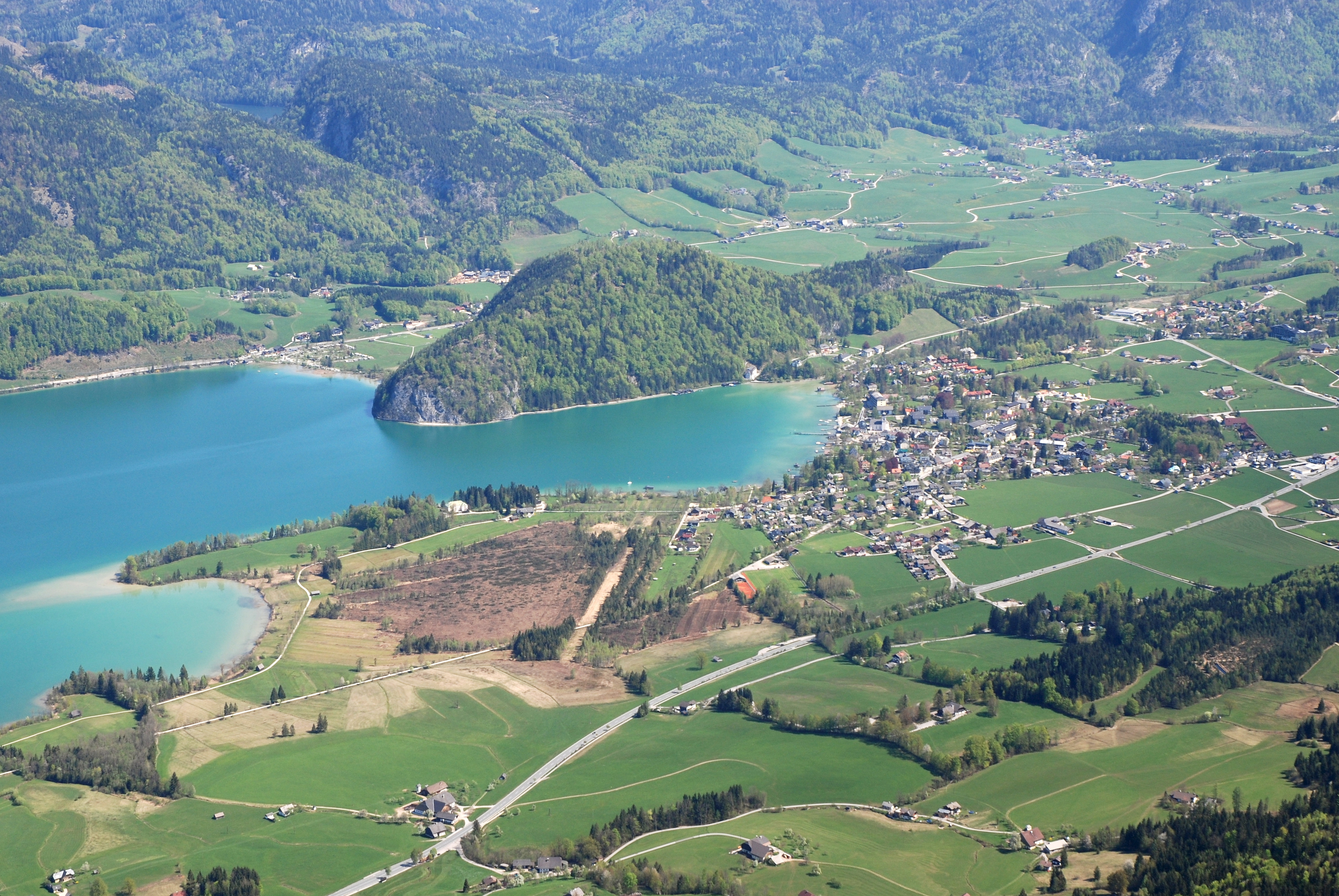
Das Blinklingmoos am Südufer des Wolfgangsees. Rechts der Ort Strobl

Das Blinklingmoos ist ein Hochmoor in der Gemeinde Strobl am Südostufer des Wolfgangsees. Es ist seit 1973 Teil des Naturschutzgebietes Wolfgangsee Blinklingmoos und seit 1991 als Biogenetisches Reservat ausgewiesen.

## Natur

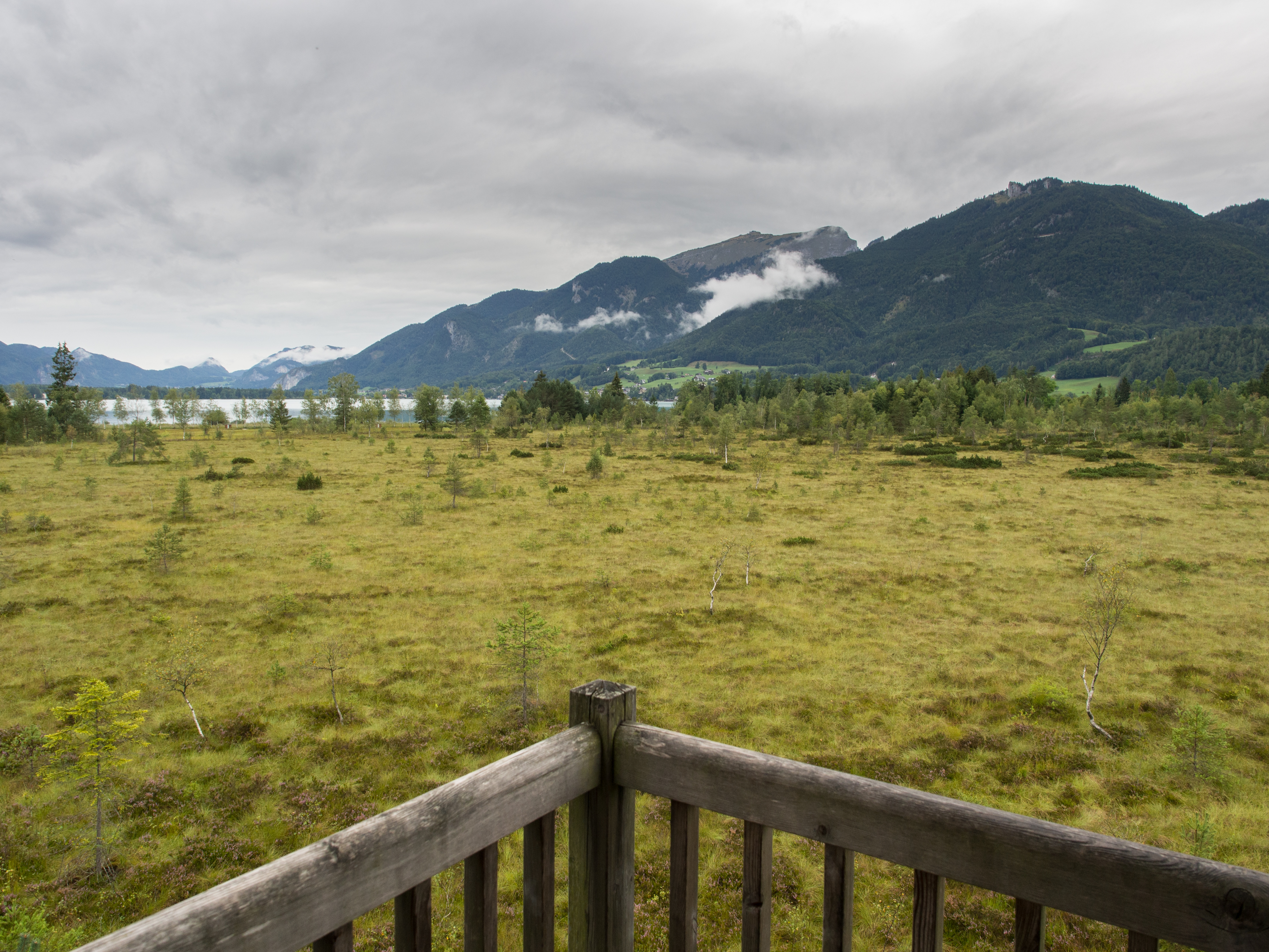
Blick über das Blinklingmoos zum Schafberg

Das Schutzgebiet umfasst rund 100 Hektar. Der Moosbach trennt das Gebiet in zwei Teile: das Gschwendtner Moos im Westen und das Blinklingmoos im Osten.
Das Gschwendtner Moos ist ein Niedermoor, das vermutlich früher als Streuwiese genutzt wurde. In seinem Bereich hat sich ein Großseggen-Ufersaum mit Schilfröhricht gebildet. Ansonsten sind Pfeifengraswiesen vorrangig. Das Blinklingmoos weist Reste eines Latschenhochmoors und kleinflächige Moorwälder aus Birke und Kiefer auf.
Die Feuchtwiesen sind Rückzugsorte für wiesenbrütende Vögel wie Großer Brachvogel, Kiebitz, Wiesenpieper und Braunkehlchen.

## Nutzung
Die Verheidung im Bereich Marieninsel und am Rand des Schutzgebietes zeugt von einer ehemaligen Nutzung des Areals als Torfstich. Das Gebiet wird von der Trasse der ehemaligen Salzkammergut-Lokalbahn durchschnitten, die dort von 1893 bis 1957 verkehrte. Durch die entwässernde Wirkung der Bahntrasse trocknete das Moor südlich des Bahndamms aus und ist heute bewaldet.

## Karten
- ÖK 50, Blatt 95 Sankt Wolfgang im Salzkammergut